# كادويل (جورجيا)
كادويل (بالإنجليزية: Cadwell, Georgia)‏ هي بلدة تقع في مقاطعة لورنز، جورجيا بولاية جورجيا في الولايات المتحدة. تبلغ مساحتها 3.4 (كم²)، وترتفع عن سطح البحر 120 م، بلغ عدد سكانها 329 نسمة في عام 2000 حسب إحصاء مكتب تعداد الولايات المتحدة وتصل الكثافة السكانية فيها 96.8 نسمة/كم2.

## وصلات خارجية
- The US50 - Cities and Towns in Georgia State
- Georgia Cities and Towns, Facts, Map, Flag, Colleges, Government, and More